# Estampado animal

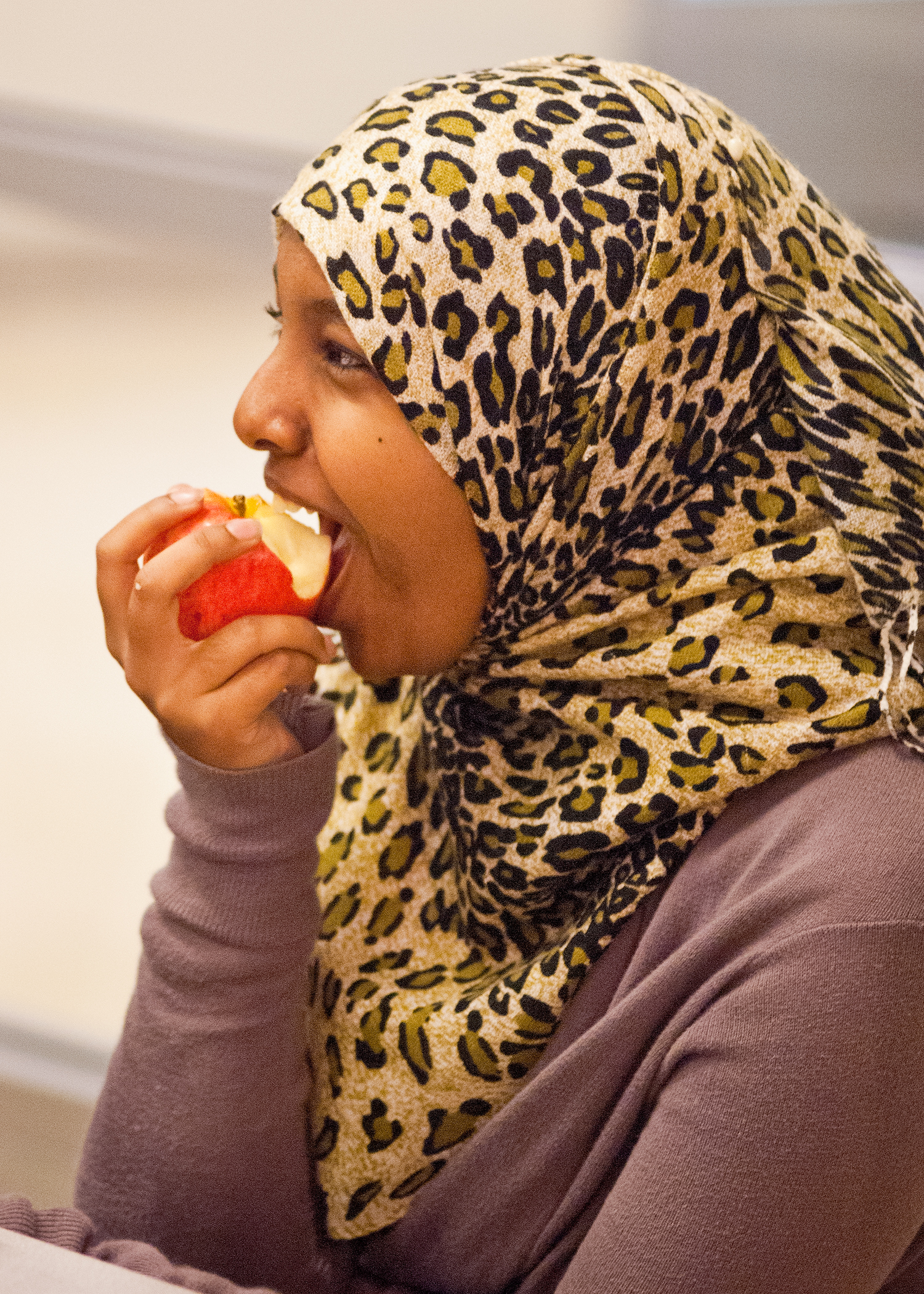
Mujer con un velo con estampado animal

El estampado animal es un estilo de ropa y moda en el que la prenda está hecha para parecerse al patrón de la piel y el pelaje, las plumas o las escamas de animales como un leopardo, una cebra, una jirafa, un tigre o una vaca. El estampado animal también se utiliza para la decoración de habitaciones, bolsos y calzado e incluso algunas joyas. Una gran diferencia entre los estampados de animales y la ropa de piel es que los estampados de animales de hoy en día suelen utilizar pieles falsas en lugar de abrigos de animales.

## Historia
Los estampados de animales han sido durante mucho tiempo un estilo popular por muchas razones. Por un lado, generalmente son caros y se consideran bastante exóticos; por lo tanto, son un símbolo de riqueza y estatus. A lo largo de la historia, los reyes y otras personas importantes han utilizado alfombras con estampados de animales como un signo de estatus, al igual que los animales montados se conservan como trofeos . El estampado animal se hizo popular para las mujeres en los Estados Unidos a fines de la década de 1960 durante el movimiento bohemio.

## Otros usos
Además de un patrón animal natural distintivo en la ropa, los "estampados de animales" también pueden referirse a impresiones artísticas de animales, impresas en lienzo o papel. Las impresiones artísticas pueden replicar el mismo patrón de piel o pelaje que se encuentra en el animal, pero una representación fotográfica plana impresa en medios artísticos, como decoraciones de pared. Los estampados no se limitan solo a la piel del animal o al patrón de pelaje, sino que pueden ser cualquier parte del animal y seguir llamándose estampado animal.
Las aplicaciones de estampados de animales se extienden más allá de la ropa y los estampados artísticos y se usan comúnmente para otras decoraciones, como alfombras, papel tapiz o superficies pintadas. Además, los estampados de animales se pueden usar en diseños para autos de carrera, aviones, letreros, exteriores de edificios o equipo de seguridad como los cascos que usa el equipo de la NFL, Cincinnati Bengals.

## Preocupaciones ambientales
Muchos ecologistas no están de acuerdo con el uso de chaquetas con estampado animal ya que promueven la matanza y el mal uso de los animales.